# Cigadog (Sucinaraja)
Cigadog is een bestuurslaag in het regentschap Garut van de provincie West-Java, Indonesië. Cigadog telt 3477 inwoners (volkstelling 2010).